# Otáčivé hlediště v Týně nad Vltavou

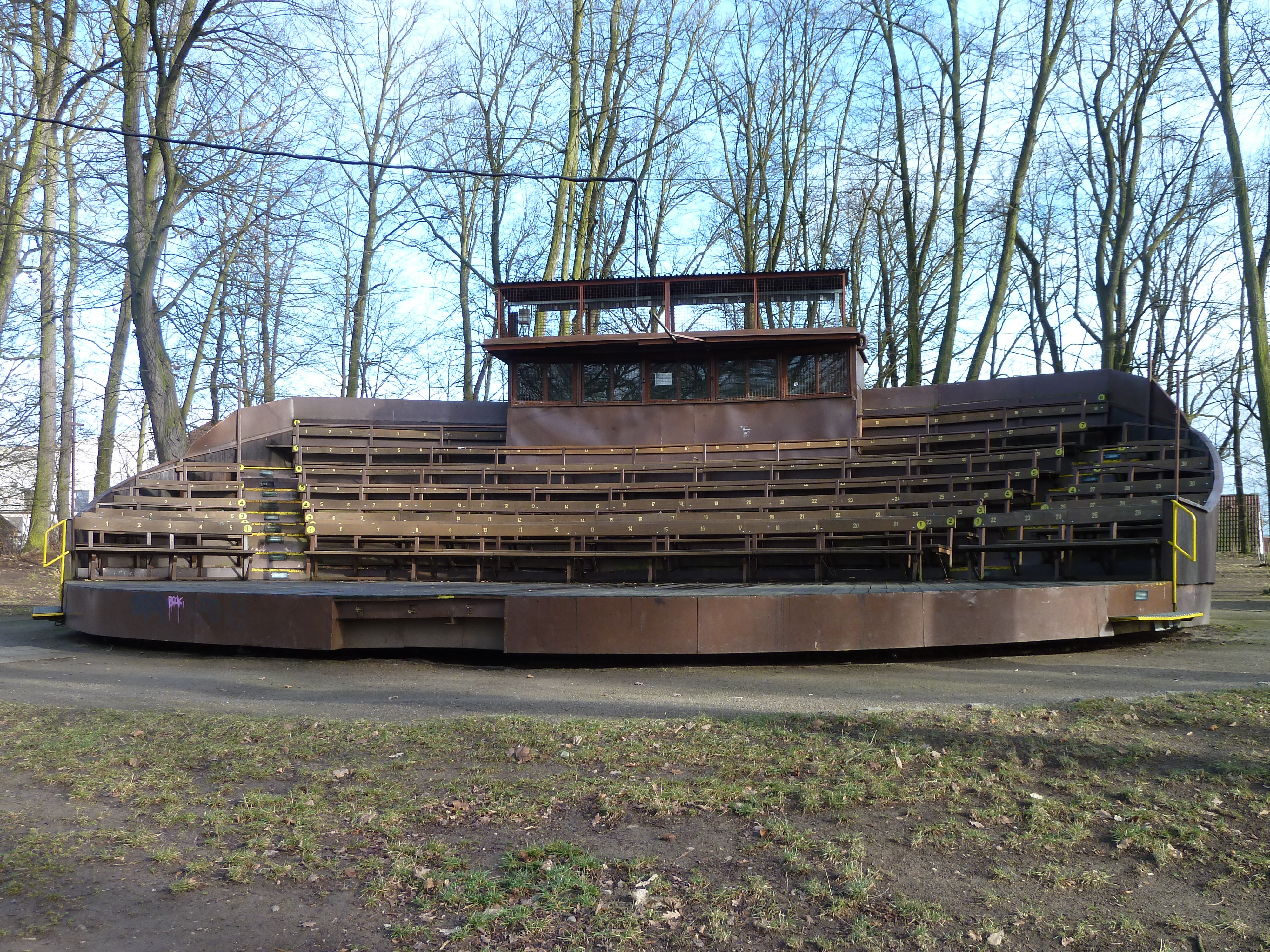
Otáčivé hlediště v Týně nad Vltavou

Otáčivé hlediště v Týně nad Vltavou je jedním ze dvou otáčivých hledišť v České republice. Druhé se nachází v Českém Krumlově. Jako jediné na světě je amatérské – slouží místním ochotníkům jako letní scéna. Hraje se od konce června do začátku září, a to čtyřikrát týdně (úterý, středa, pátek, sobota). Točna se nachází v Bedřichových sadech v Týně nad Vltavou na místě původního hradu.

## Historie
Hlediště bylo postaveno místním ochotnickým sborem Vltavan v roce 1983 na počest stého výročí znovuotevření Národního divadla. Stavba byla brigádnicky zhotovena během dvou měsíců.

## Repertoár
Mezi představení hrané v posledních letech patří např.:
- Zkrocení zlé ženy
- Noc na Karlštejně
- Kráska a zvíře
- Balada pro banditu
- Tři mušketýři (Divadlo Radar)
- Maškaráda čili Fantom opery